# 馬爾維納斯體育場
马尔维纳斯体育场是门多萨最大的体育场。 它由当地政府所有和管理，可容纳多达40,268多名观众。马尔维纳斯体育场也作为1978年世界杯的6个主办场馆之一，曾经举办过六场世界杯比赛。